# Nupseroberea atriceps
Nupseroberea atriceps är en skalbaggsart som beskrevs av Stefan von Breuning 1950. Nupseroberea atriceps ingår i släktet Nupseroberea och familjen långhorningar. Inga underarter finns listade i Catalogue of Life.